# Dehumanizer
Dehumanizer er det 16. studiealbum fra det britiske heavy metal band Black Sabbath, udgivet i 1992.

## Indspilning
Albummet blev indspillet med den besætning, som indspillede Mob Rules, og betød en genforening med Ronnie James Dio, sang og Vinny Appice, trommer efter opløsningen i 1982.Ved de indledende optagelser i Rich Bitch Studios i Birmingham medvirkede Cozy Powell på trommer. Den endelige version var imidlertid med Dio, Appice, Tony Iommi på guitar, og Geezer Butler på bas.

### Baggrund
Indspilningen af det planlagte album Dehumanizer var en vanskelig proces, bl.a. fordi Iommi og Dio var uenige om kompositionerne, og flere af sangene blev omskrevet adskillige gange.  Mens Iommi senere fastholdt, at der var brugt for megen energi og penge på indspilningerne, fandt Dio, at det nok var vanskeligt, men anstrengelserne værd. 

## Udgivelse
Albummet blev udgivet i Storbritannien den 22. juni 1992. 

## Tema
Dehumanizer er opbygget om et tema, der omhandler magt. Såvel computerteknologi som menneskets egoisme betragtes som “afguder”  I mange af sangene er de dystre tekster ledsaget af en melankolsk melodisk grundtone, som står i skarp kontrast til den foregående udgivelse med samme besætning. "After All (The Dead)", "Letters from Earth", "Master Of Insanity" og "Too Late " understreger blot den tunge og dystre stemning, godt understøttet af Dios kraftfulde stemme og Iommis tunge riffs. Det afsluttende vers i det sidste nummer på albummet, Buried Alive understreger stemningen på hele denne udgivelse.

As you call/The hammer falls/And noone hears you cry/I´m buried alive

Efter manges opfattelse udtrykker Dehumanizer en af de mest kraftfulde Black Sabbath præstationer overhovedet. 

### Bemærkninger
Det indledende nummer, "Computer God" har samme titel som en sang, skrevet af Geezer Butler i 1986, men en anden melodi. Også "Master of Insanity" findes I en version med Butlers tidligere band, GBB. 

## Salgstal
Dehumanizer blev Black Sabbath’s største kommercielle succes siden 1983 med en højeste placering som nr. 44 på Billboard 200.

## Turné
Black Sabbath påbegyndte i juli 1992 den genforeningsturné, som skulle promovere Dehumanizer. Der opstod dog hurtigt misstemning, da Dio erfarede, at de øvrige medlemmer var indstillet på at imødekomme et tilbud fra Ozzy Osbourne om at varme op til to afskedskoncerter, som han og hans band havde planlagt i Costa Mesa i Californien den 14. november 1992. Dio følte sine grænser overskredet, og der opstod skænderier under de følgende optrædener. Balladen endte med, at Dio forlod Black Sabbath efter et show i Oakland, Californien, dagen før den første af de planlagte koncerter med Osbourne.

## Spor
1. "Computer God" – 6:10
2. "After All (The Dead)" – 5:37
3. "TV Crimes" – 3:58
4. "Letters From Earth" – 4:12
5. "Master of Insanity" – 5:54
6. "Time Machine" – 4:10
7. "Sins of the Father" – 4:43
8. "Too Late" – 6:54
9. "I" – 5:10
10. "Buried Alive" – 4:47

## Besætning
- Ronnie James Dio – vokal
- Tony Iommi – guitar
- Geezer Butler – bas
- Vinny Appice – trommer
- Geoff Nicholls – keyboard
- Mack – producer, engineer, mixer
- Darren Gayler – engineer
- Stephen Wissnet – engineer
- Wil Rees – cover illustration
- Mark "Weissguy" Weiss – fotografi